# Ozero Klesjno
Ozero Klesjno (ryska: Озеро Клешно) är en sjö i Belarus.   Den ligger i voblasten Vitsebsks voblast, i den norra delen av landet, 210 km norr om huvudstaden Minsk. Ozero Klesjno ligger 124 meter över havet. Arean är 0,44 kvadratkilometer. Den sträcker sig 0,8 kilometer i nord-sydlig riktning, och 0,9 kilometer i öst-västlig riktning.
I omgivningarna runt Ozero Klesjno växer i huvudsak blandskog. Runt Ozero Klesjno är det ganska tätbefolkat, med 72 invånare per kvadratkilometer.